# بولي فتى الثلج الأبيض
بولي فتى الثلج الأبيض مسلسل رسوم متحركة فرنسي عرض لأول مره بين عامي 1989-1991 . تمت دبلجة المسلسل للعربية .

## روابط خارجية
- بولي فتى الثلج الأبيض على موقع IMDb (الإنجليزية)
- بولي فتى الثلج الأبيض على موقع كينوبويسك (الروسية)
- بولي فتى الثلج الأبيض على موقع ألو سيني (الفرنسية)
- بولي فتى الثلج الأبيض على موقع قاعدة بيانات الفيلم (الإنجليزية)
- Bouli.fr - The official Bouli web-page!